# Дэвид Стакстон
Дэвид Стакстон (рожд. Давид Александр Шёхолт, 22 ноября 1999 г.) — норвежско-американский актёр. Наиболее известен по роли Магнуса Фоссбаккена в норвежской подростковой драме «Скам» (Стыд) и Магне Сайера в фэнтезийном драматическом сериале Netflix «Рагнарёк». 

## Биография
Стакстон родился 22 ноября 1999 года в Роли, Северная Каролина, США; и вырос во Флориде и Осло, Норвегия. 

## Карьера
В 2015 году Стакстон снялся в роли Магнуса Фоссбакена, одного из главных героев норвежского драматического сериала Skam (Стыд), который стал очень популярным в странах Северной Европы. 
В последующие годы он несколько раз появлялся на норвежском телевидении, как в мини ТВ-сериале из 3 серий «Ikke din skyld» в 2017 году, ещё под именем Давид Александр Шёхолт.
С 2020 по 2023 год играл роль Магне Сайера, главного героя норвежского фэнтезийного драматического сериала Netflix «Рагнарёк». Его коллегами по площадке были Херман Тёммераас, Йонас Странд Гравли и Синнёве Макоди Лунд. 